# Nicolas Schiffler
Nicolas Schiffler, né le 5 août 1936 à Metz, est un ouvrier et homme politique français, membre du Parti socialiste et de la CFDT.

## Biographie
À l'âge de 14 ans, il suit une formation au centre De-Wendel et devient ouvrier ajusteur au complexe sidérurgique d'Hagondange, en Moselle. Envoyé en Algérie puis au Sénégal, il rentre en France et adhère à la CFDT.
En juillet 1981, il prend la place du député de la 1ère circonscription de la Moselle, Jean Laurain, nouvellement nommé secrétaire d'Etat aux anciens combattants au sein du gouvernement Pierre Mauroy. Il quitte ses fonctions en avril 1986.
Il est élu maire de Talange en 1983, fonction qu'il occupera jusqu'en 1989.
En 1993, « écœuré » d'avoir été battu aux élections législatives françaises de 1993, il se retire de la politique et vit depuis dans sa maison à Rombas.